# Schirmgitter
Das Schirmgitter oder (veraltet) Schutzgitter ist eine Elektrode in einer Elektronenröhre. Das Schirmgitter (Gitter 2) ist bei Elektronenröhren die dritte Elektrode von Röhren mit mehreren Gittern, angeordnet zwischen Kathode und Anode. 

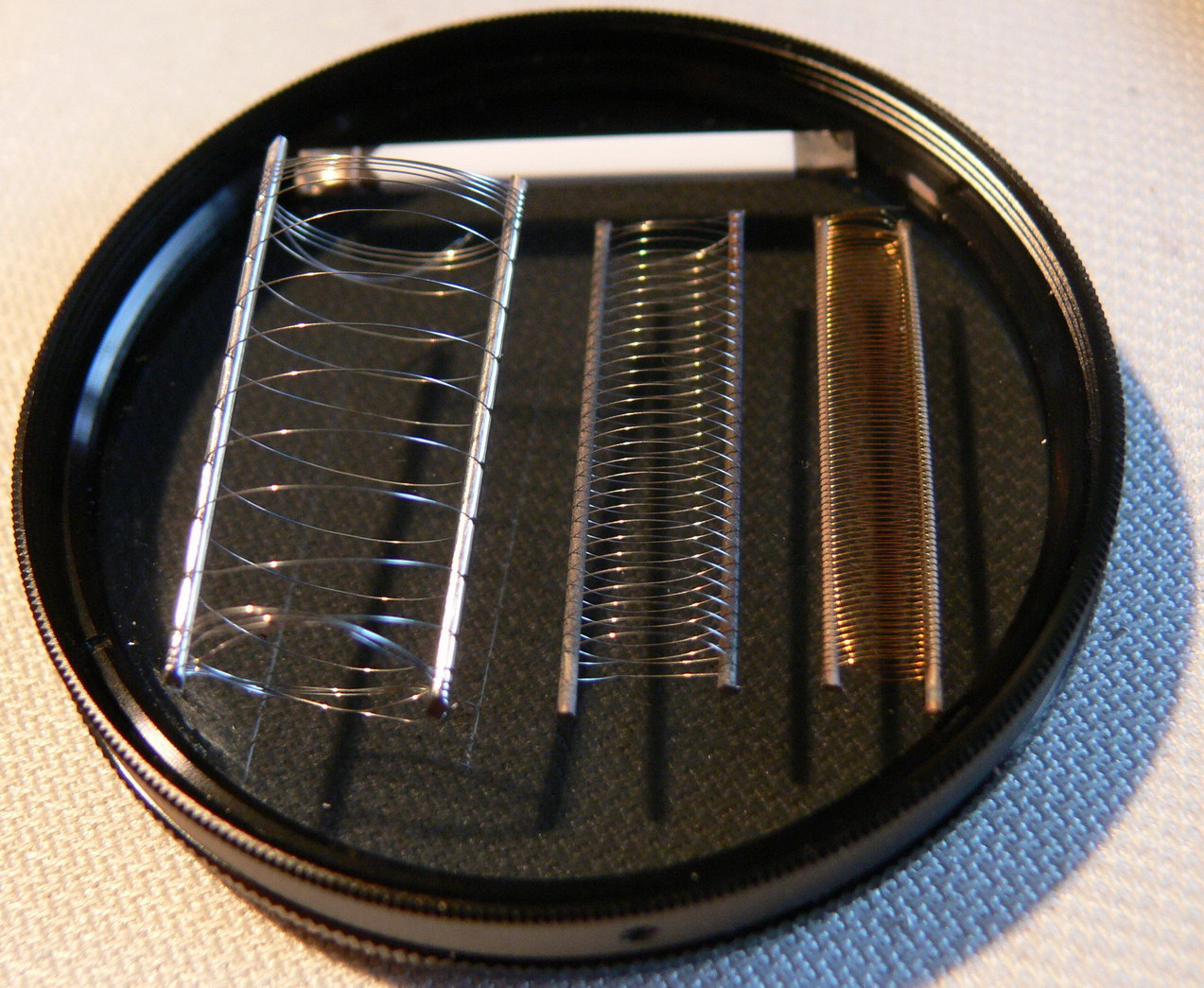
In der Mitte das Schirmgitter einer EL84

Es gibt Elektronenröhren mit mehr als einem Schirmgitter, die meist miteinander verbunden sind.

## Funktion

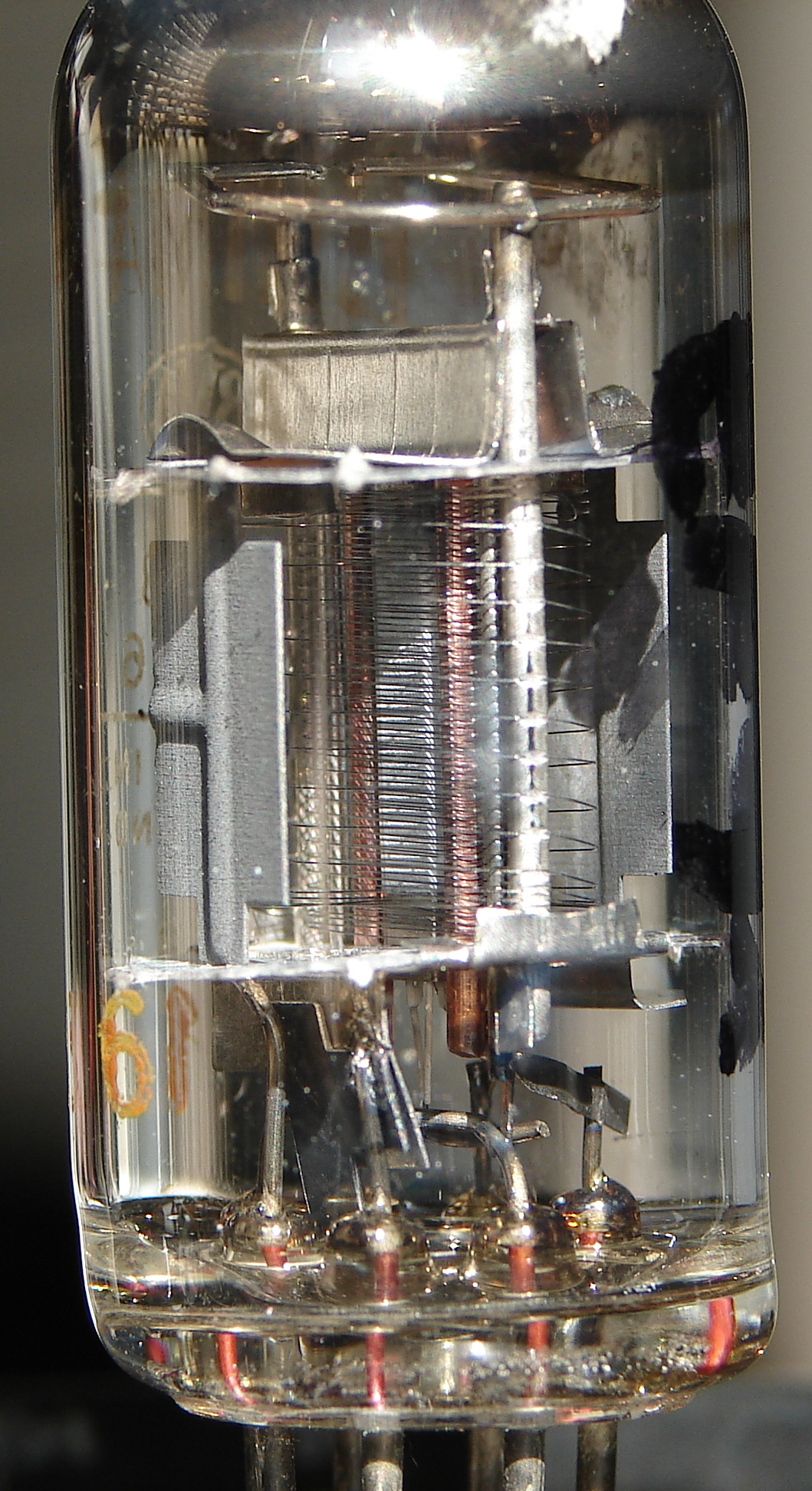
Makroaufnahme einer EF91 Pentode

Das Schirmgitter ist ein  Hilfsgitter bzw. eine Hilfsanode mit vielfältigen Aufgaben:
- Es schirmt das Steuergitter vom elektrischen Feld der Anode ab. Diese Hauptaufgabe prägte auch den Namen. Diese Wirkung tritt bei Wechselspannungsanwendungen nur dann auf, wenn das Schirmgitter über einen Kondensator ausreichender Kapazität mit Masse verbunden wird. Das vereinfacht die Konstruktion von Verstärkern, weil die Tendenz sinkt, dass die Schaltung unerwünschte Schwingneigung entwickelt. Der ZF-Verstärker in röhrenbestückten Überlagerungsempfängern ist beispielsweise immer mit Pentoden und niemals mit Trioden aufgebaut.
- Der Millereffekt wird merklich verringert, was die Konstruktion von Breitbandverstärkern vereinfacht.
- Es sorgt durch eine gegenüber der Kathode möglichst konstante Spannung für eine gleichbleibende Beschleunigung der Elektronen Richtung Anode. Durch diese Entkopplung wird der Anodenstrom weitestgehend unabhängig von der Anodenspannung. Dadurch vergrößert sich der mögliche Aussteuerbereich und der Durchgriff sinkt.

Das Schirmgitter (Screen Grid) umgibt das Kontrollgitter (Control Grid).

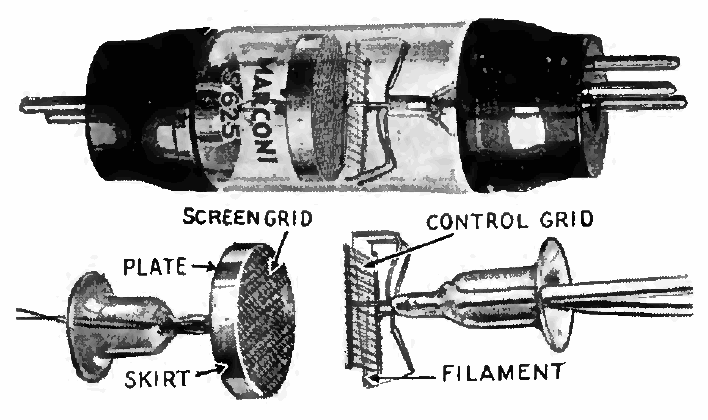
Die erste Marconi-Osram Röhre mit Schirmgitter (Screengrid) links, welches zusammen mit dem umlaufenden Rand (Skirt) die (nicht sichtbare) Anodenplatte (Plate) umschließt.

Bei Röhren mit mehreren Steuergittern (Heptoden und Hexoden) ist jedem Steuergitter ein eigenes Schirmgitter nachgeschaltet. Diese Röhren wurden zur multiplikativen Mischung im Überlagerungsempfänger benutzt. Es gibt Schaltungen wie das Miller-Transitron, bei dem das Schirmgitter auch den Elektronenstrom steuert.
Auf dem Bild ist das Schirmgitter erkennbar: Es befindet sich zwischen den kupferfarbenen Trägerstäben (Träger für das Steuergitter) und den Stäben für das Bremsgitter, welches als „luftig“ gewickeltes Gitter auf den außenliegenden Trägerstäben zu erkennen ist.